# ويليام وودبوري هيكس
ويليام وودبيري هيكس (27 أغسطس 1896 - 9 أغسطس 1966)، من بنسلفانيا، كان طالبًا في مجال علم الطوابع البريدية المبكرة والتاريخ البريدي للولايات المتحدة.

## هواية جمع الطوابع
جمع هيكس ودرس الطوابع الكلاسيكية المبكرة للولايات المتحدة، واشتهر بدراسته لإصدار 3 سنتات (1851-1857) وإصدار 3 سنتات (1861)، وكان من رواد صقلهما، حيث تضمن ذلك تحديد موقع كل طابع كما كان سيظهر على الورقة الأصلية المطبوعة.
كما اشتهر ويليام هيكس بمجموعته لإلغاءات البريد المستخدمة في بريد الولايات المتحدة الذي نقلته خطوط السكك الحديدية خلال الفترة من 1830 إلى 1861. وكانت مجموعته تُعتبر الأفضل والأشمل من نوعها في ذلك الوقت.

## النشاط الطوابعي
كان هيكس عضوًا فعالًا في الجمعية الأمريكية لهواة جمع الطوابع والمتحف الوطني لهواة جمع الطوابع الذي يقع في وسط مدينة فيلادلفيا، بنسلفانيا.

## مؤلفاته في أدب الطوابع
استنادًا إلى معرفته بالدراسات المتعلقة بالطوابع الكلاسيكية المتحدة، كتب هيكس، في كتاب Perforation Centennial Book، تاريخ الوحدة رقم 11 للجمعية الأمريكية لهواة جمع الطوابع، والمعروفة أيضًا باسم وحدة Three Cent 1851-57، والمعروفة حاليًا باسم الجمعية الأمريكية لهواة جمع الطوابع الكلاسيكية.

## التكريم
تم تسمية ويليام وودبيري هيكس في قاعة المشاهير للجمعية الأمريكية لهواة جمع الطوابع في عام 1967.

## روابط خارجية
- APS Hall of Fame – William Woodbury Hicks